# Qiu Jin
Qiū Jǐn (秋瑾) född 8 november 1875, död 15 juli 1907, var en kinesisk revolutionär, feminist och poet. Avrättad efter ett misslyckat upprorsförsök mot monarkin betraktas hon som en martyr i Kina.
Qui föddes i Minhou i Fujian-provinsen och växte upp i släkthemmet Shanyin i Zhejiang. Efter sitt giftermål kom hon i kontakt med progressiva idéer. Åren 1904–1905 studerade hon i Japan. Hon var medlem i de revolutionära och anti-rojalistiska sällskapen triaderna, Guangfuhui, som leddes av Cai Yuanpei, och Tongmenghui, lett av Sun Yat-sen. Hon blev känd för sina vänsterpolitiska åsikter och sin vana att bära västerländska manskläder. Hon höll tal till förmån för jämlikhet mellan könen, såsom rätten för kvinnor att välja partner och utbilda sig och avskaffandet av fotbindning.  
1906 grundade Qui en feministisk tidning i Shanghai i kompanjonskap med en annan kvinnlig poet, Xu Zihua (1873–1935).
År 1907 blev hon lärare vid Datongskolan i Shaoxing; officiellt en idrottskola var det i själva verket en träningsskola för militär utbildning av revolutionärer.  
Efter att ett upprorsförsök lett av hennes kusin Xu Xilin misslyckats arresterades hon i juli 1907. Hon utsattes för tortyr men vägrade avslöja något. Hon avrättades offentligt i sin hemort Shanyin. 
Qiu blev en martyr inom den kommunistiska rörelsen i Kina. Ett museum har upprättats åt henne i Shaoxing, och hennes liv har skildrats i pjäser, dikter och filmer. 